# هوارد بوترايت
هوارد بوترايت (بالإنجليزية: Howard Boatwright)‏ هو ملحن أمريكي، ولد في 16 مارس 1918 في نيوبورت نيوز في الولايات المتحدة، وتوفي في 20 فبراير 1999 في سيراكيوز في الولايات المتحدة.

## وصلات خارجية
- هوارد بوترايت على موقع قاعدة بيانات برودواي على الإنترنت (الإنجليزية)
- هوارد بوترايت على موقع ديسكوغز (الإنجليزية)